# Wiesen, Bayern
Wiesen (phát âm tiếng Đức: [ˈviːzn̩] ⓘ) là một xã nằm ở huyện Aschaffenburg thuộc vùng hành chính Unterfranken, bang Bayern, Đức. Nơi đây có dân số khoảng 1.000 người.

Cộng đồng cấu thành